# Stele di Avile Tite
La Stele di Avile Tite è una stele monumentale etrusca di calcare, alta 1,70 metri e conservata nel Museo Guarnacci di Volterra.

## Storia e descrizione
Si tratta di un notevole esemplare databile al 550 a.C. circa e rinvenuto in due frammenti. Mostra un guerriero entro un bordo a rilievo con iscrizione (che riporta il nome, "io [sono] di Avile Tites, ...uchsie mi ha donato", TLE2 386), secondo una tipologia tipica dell'Etruria centro-settentrionale e tirrenica, con derivazioni greco-orientali. 
Il guerriero, a cui era dedicata come memoria funebre, è rappresentato completamente armato e girato di profilo verso sinistra, con le gambe discostate come se fosse in moto. È vestito di tunica corta, corazza (lorica), spallacci (a protezione delle spalle) e schinieri sugli stinchi, mentre è armato di lancia e daga (spada a doppio taglio) con elsa ricurva. Il corpo è raffigurato di profilo, come il volto, che presenta una barba appuntita, capelli a ripiani, occhio allungato e labbra mosse da un sorriso. 
Lo stile è legato a un gusto per le forme monumentali e piene, tipico dello stile ionico maturo. La capigliatura di tipo "dedalico" dimostra l'ambito provinciale del guerriero, secondo un uso che all'epoca doveva essere ormai datato.